# Бутун
Буту́н (рос. Бутун) — невелика річка в Юкаменському районі Удмуртії, Росія, ліва притока Леми.
Бере початок на Красногорській височині. Протікає на північний схід та схід, впадає до річки Лема біля села Деряги. В гирлі створено великий став, має декілька дрібних приток. Біля гирла збудовано автомобільний міст.